# Manuel de la Fuente
Manuel de la Fuente (Manilla, 4 april 1890 - 30 oktober 1968) was een Filipijns politicus. De la Fuente was van 1948 tot eind 1951 de laatste benoemde burgemeester van de Filipijnse hoofdstad Manilla.

## Biografie
Manuel de la Fuente werd geboren op 4 april 1890 in Quiapo in de Filipijnse hoofdstad Manilla. Na zijn middelbareschoolopleiding voltooide hij de la Fuente boekhouding en accountancy. Nadien was de la Fuente werkzaam als boekhouder van diverse Filipijnse bedrijven. 
De la Fuente werd in 1925, 1928, 1931, 1934 en 1937 gekozen in de stadsraad van Manilla. Van 1934 tot 1937 was de la Fuente president van deze raad. In september 1937 diende hij uit protest tegen de samensmelting van de "Antis" en de "Pros" binnen de Nacionalista Party tot een partij, zijn ontslag in en richtte hij de partij "Popula Front" op. 
Na de Tweede Wereldoorlog was de la Fuente enige tijd politiechef van Manilla voor hij in januari 1948 door president Manuel Roxas werd aangesteld tot burgemeester van Manilla. In 1951 werd de wet aangenomen die van de burgemeesterspost van Manilla een verkiesbare positie maakte. Bij eerstvolgende verkiezingen in november 1951 werd De la Fuente daarop verslagen door afgevaardigde Arsenio Lacson.
De la Fuente overleed in 1968 op 78-jarige leeftijd. Hij was getrouwd met Dominga Fajardo en kreeg met haar drie kinderen.